# Migrasiýa Aszchabad
Migrasiýa Aszchabad – turkmeński klub futsalowy z siedzibą w mieście Aszchabad, obecnie występuje w najwyższej klasie rozgrywkowej Turkmenistanu. Klub reprezentuje Państwową Służbę Migracyjną.

## Sukcesy
- Mistrzostwo Aszchabadu (1): 2018[1]